# Bert Håge Häverö
Bert Håge Häverö, under en tid Karl Olof Berthåge, men ursprungligen Karl Olof Axelsson, född 30 januari 1932 i Engelbrekts församling i Stockholm, död 2014, var en svensk målare. 
Bert Håge Häverö var som konstnär autodidakt. Han debuterade i utställningen Roslagsgubbar och skärgårdsbåtar på Statens Sjöhistoriska museum i Stockholm 1972. Han blev inbjuden att medverka i Prix Suisse de peinture naive internationale där han belönades med en bronsplakett och hedersomnämnande. Bland hans offentliga arbeten märks utsmyckningar för Unicef, Salénrederierna, Stockholms lokaltrafik och Sveriges konstkalender. Han signerade sina verk Bert-Håge Häverö. Han är representerad vid Statens Sjöhistoriska museum i Stockholm.